# Cochabamba mera
Cochabamba mera es un coleóptero de la familia Chrysomelidae. Fue descrita en 1956 por Bechyne.